# 益子焼窯元共販センター
益子焼窯元共販センター（ましこやきかまもときょうはんセンター）とは、栃木県芳賀郡益子町にある益子焼の陶器販売複合大型店である。会社名は「益子焼窯元共販株式会社」。

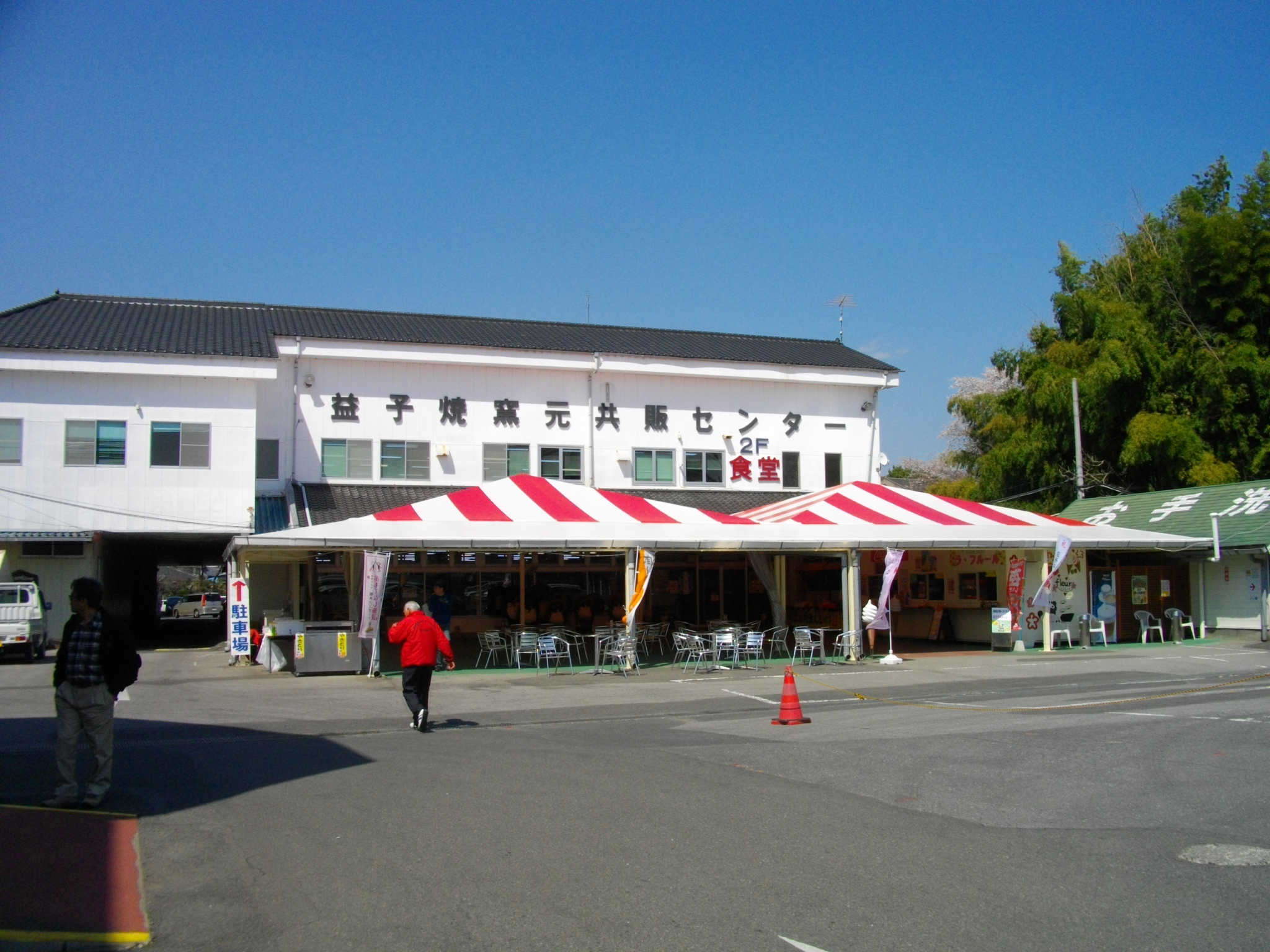
益子焼窯元共販センター新館売り場（2014年（平成26年）時点）

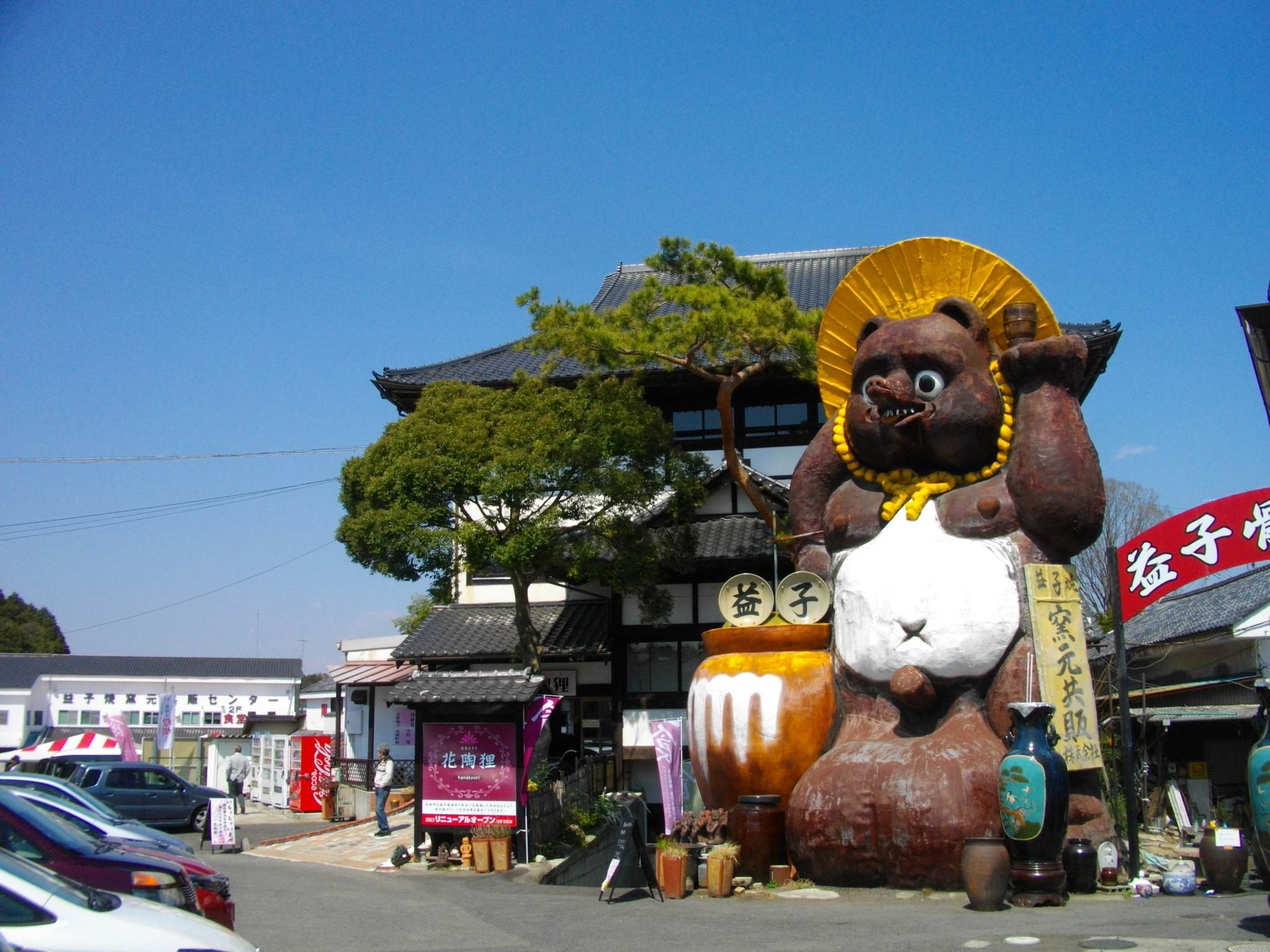
益子焼窯元共販センターと、駐車場に設置されている「ぽんたくん」こと「益子大狸像」。

## 沿革

### 成り立ち
昭和30年代から40年代にかけて、益子に二つの大きな変化が起こった。一つは全国的に起こった「民芸ブーム」により観光客が益子へやってくるようになったこと。そしてもう一つはそれに伴い仲介業を通さずに、生産した陶器製品を産地である益子で直接販売するようになったことである。そしてこの益子の産地直販の動きの中心となったのが益子焼窯元共販センターであった。
そしてこの時期に同時に起こった塚本製陶所による「釜っこ」生産の窯元への下請け依頼の廃止が、益子の各窯元への経済的打撃となっていた。
この時期に益子の陶芸家であり実業家でもあった成井藤夫（本名・豊）が経済的打撃を打破すべく「共販センター」設立を思い立ち、初めに約35軒の窯元に声を掛けた。最終的に開設参加に応じたのは、小口製陶所（小口勝雄）、鍛治浦製陶所（鍛治浦順）、井上製陶所（井上忠夫）、三城窯：陶房なかむら（中村文昌）、田中製陶所（田中耕善）、大源製陶所（大塚啓栄）などの11軒の窯元だった。これらの窯元は昭和30年代から既に濱田庄司の影響により民芸製品を製作していた窯元や、塚本製陶所による「釜っこ」外注生産から民芸製品生産へと転換しつつあった窯元であった。
1966年（昭和41年）3月24日、「益子焼窯元共販株式会社」を設立。そして4月1日には「益子焼窯元共販センター」を開いた。成井は代表取締役を務め、後には社長に就任した。
そして宣伝費を捻出しながら「益子焼」の地道な宣伝活動を続けていき、宣伝活動の一環として1966年（昭和41年）5月、検査で除外されたアウトレット商品を格安で販売する「陶器市」を益子で初めて開催した。そして想定以上の売上を上げ成功を収めたこのイベントはこの後も継続され、春のゴールデンウイークの益子の恒例行事となり、後に現在の「益子陶器市」に発展していった。

### 発展
その後1966年（昭和41年）の本店建築から始まり、1969年（昭和44年）には倉庫を第2売店
に転換させ、1970年（昭和45年）には第1売店を増築するなど徐々に売店を増やしていき、それぞれの売り場にギャラリーを併設し若手作家たちの作品発表と販売の場とした。そして1974年（昭和49年）には陶芸教室を開始し、喫茶店や食堂も営業され始め、東京出張所まで設けるなど、その事業内容を拡大させていき、一時期は益子のみならず「日本最大の陶器販売センター」とまで言われていた。
その一方で社長を務めていた成井は、1977年（昭和52年）、益子焼窯元共販株式会社を退社し、一陶芸家に戻りながらもその翌年の1978年（昭和53年）11月1日には益子町内のバイパス通り沿いに別の益子焼販売施設となる「益子陶芸村」を設立した。。
そして1986年（昭和61年）、「益子のシンボル」として共販センター駐車場に高さ10mもあるグラスファイバー製のタヌキ像が建てられ「ぽんたくん」と名付けられた。この「ぽんたくん」は上記に掲載された写真の通り、益子の風景の写真やイラストに使われるようになり、共販センターのみならず、益子陶器販売街の象徴となっている。

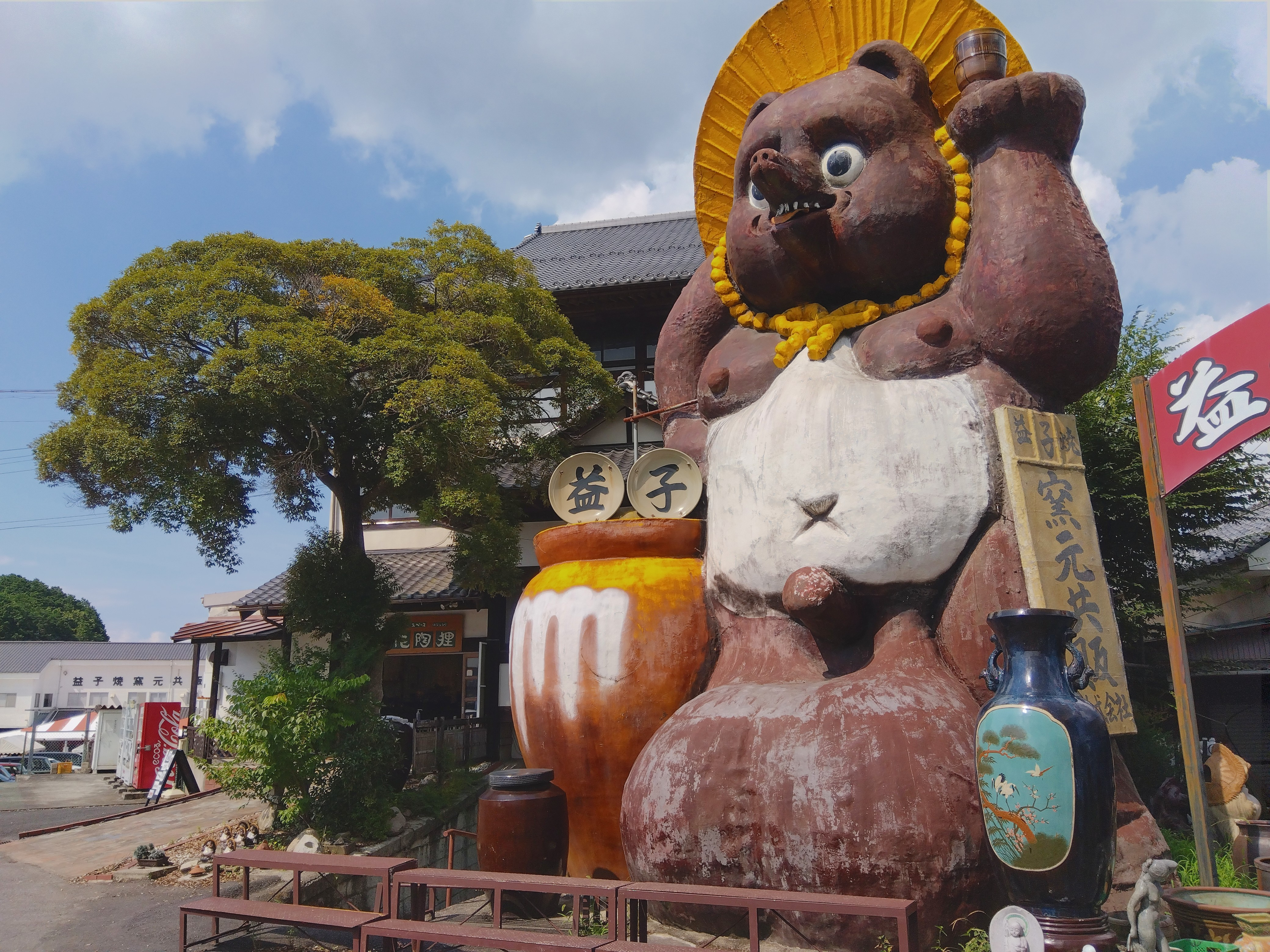
益子焼窯元共販センターの「ぽんたくん」。

「益子陶器市」開催時にはメイン会場となり、駐車場には数多くの陶器販売テントが張られていた。そして団体バスで直接乗り付け共販センターを訪れた観光客や観光ツアーも多くあり、かつては益子を訪れる観光客の年間数130万人のうち、95万人が共販センターに寄っていたと言われていた。

### 現在
しかし趣味嗜好の多様化により、益子焼自体の需要が低下。共販センターの売上も落ち込んでいった。そんな中、2019年（令和元年）末から発生したコロナ禍の影響により売り上げが激減。現在、陶芸体験や「ギャラリー花陶里」の営業などは継続されているが、新館売店以外の売り場は閉鎖され、食堂なども閉店されており、共販センターの営業内容は公式サイトの施設案内とは大幅に異なっており、現在の共販センターは「益子の陶器販売通りの大型駐車場」扱いとなっている。
2020年（令和2年）10月より、共販センター駐車場の巨大タヌキ像「ぽんたくん」の「化粧直し」の資金集めのためのクラウドファンディングが行われた。
そしてコロナ禍で「益子陶器市」が中止となっていた2021年（令和3年）4月29日から5月9日まで共販センター駐車場で「共販ミニ陶器市」を行った。
そして2022年（令和4年）の春のゴールデンウイークから「益子陶器市」が復活し、「ようやく希望が見えてきた」と語った。

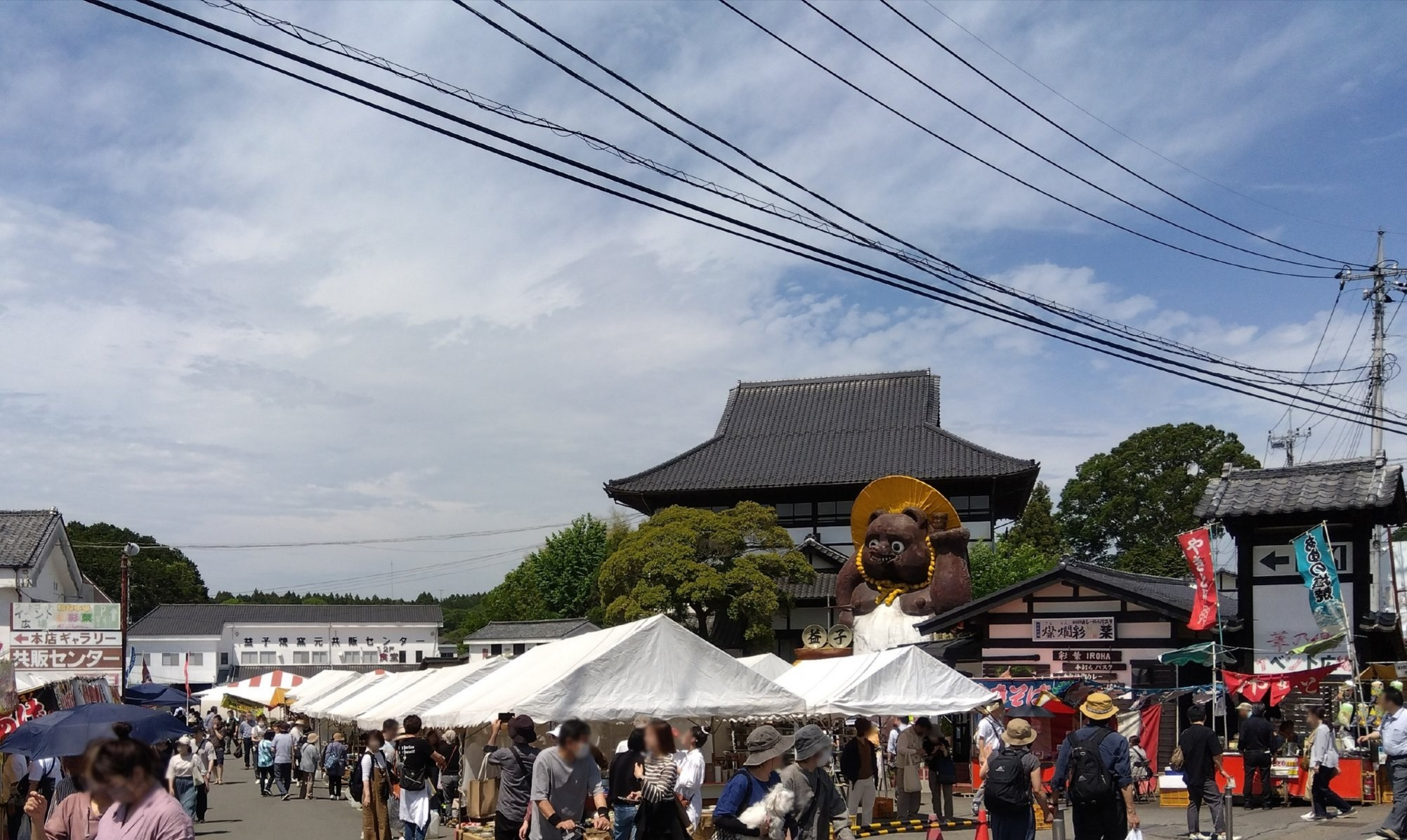
2023年（令和5年）春の益子陶器市「益子焼窯元共販センター」前の光景。